# Paj-ťiou

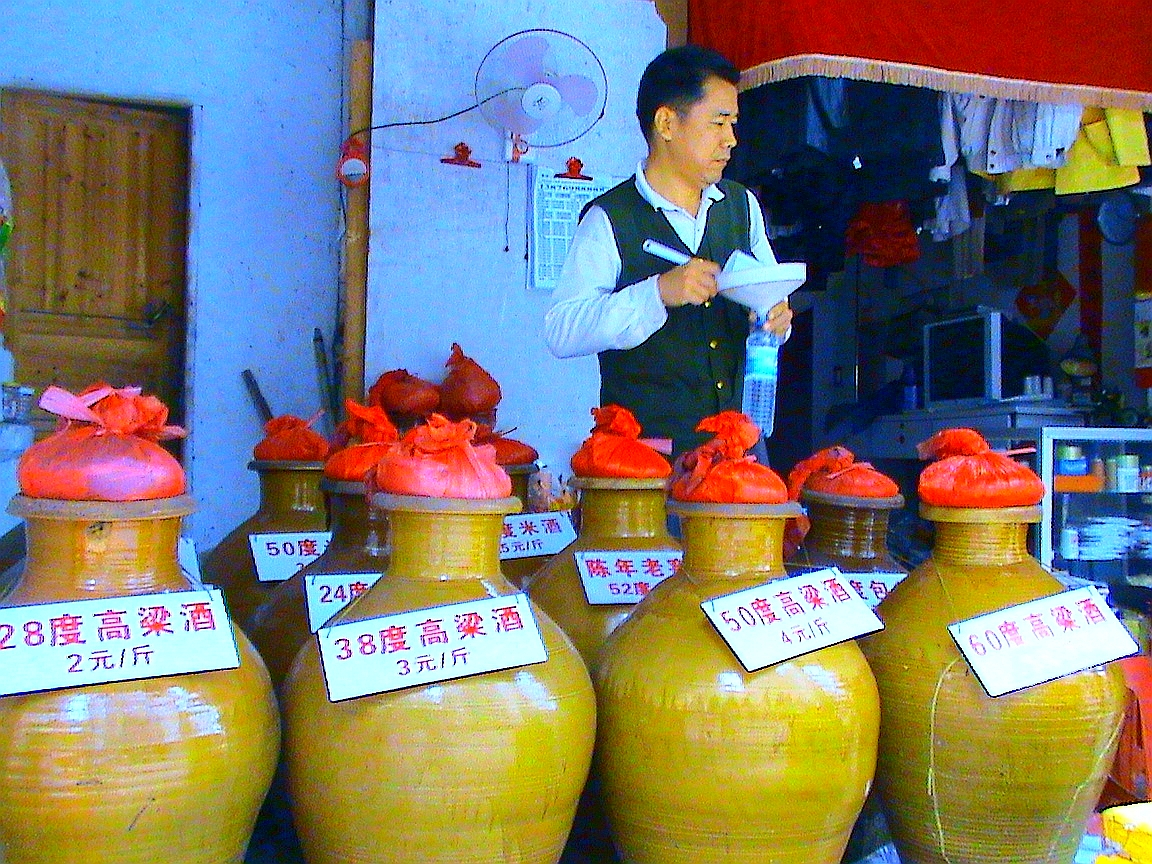
Kameninové nádoby s paj-ťiou v obchodě s lihovinami ve městě Chaj-kchou v provincii Chaj-nan, s visačkami označujícími obsah alkoholu a cenu za 500 gramů

Paj-ťiou, čínsky  白酒, pchin-jin báijiǔ (baijiu) známá též jako shaojiu, je tradiční čínská pálenka vyráběná z obilí.  V doslovném překladu znamená paj-ťiou silnou bílou či čirou kořalku nebo likér. Tento alkoholický nápoj mívá obvykle obsah alkoholu mezi 40 až 60 procenty. 
Paj-ťiou je čirá tekutina, která se obvykle pálí ze zkvašeného čiroku, používají se však i jiné obiloviny. Jihočínská verze se může vyrábět z  lepkavé rýže, zatímco verze severočínská bývá i z pšenice, ječmene, jáhel, či dokonce ze slzovky. Kvasným aktivátorem jsou tradiční čínské kultury nazývané ťiou-čchü (jiuqu). Rmut se obvykle připravuje z rozdrcených obilek. Ty se nechávají kvasit buď v hliněných nádobách, nebo v upravených podzemních dutinách.
Díky svému čirému vzhledu se paj-ťiou může zdát podobná řadě jiných východoasijských pálenek, oproti nim má však obvykle znatelně vyšší obsah alkoholu. Chutí a množstvím alkoholu se spíš podobá vodce. Rozlišujeme pět hlavních druhů této pálenky: silnou, jemnou, rýžovou, „typ sójová omáčka“ (obzvlášť dlouho kvašenou) a směsnou (obsahující různé příchutě), která je oblíbená zejména na severu země. Jednou z nejuznávanějších značek je Moutai s výrazně nasládlým aroma sójové omáčky.